# Groep Janmaat
Groep Janmaat was van 1984 tot 1986 een eenmansfractie in de Tweede Kamer der Staten-Generaal in Nederland. De fractie was een afsplitsing van de Centrumpartij, die voor de afsplitsing één zetel in de Kamer had. Na de afsplitsing was de partij zetelloos. De afsplitsing vond plaats door afzetting van het Kamerlid Hans Janmaat. De Groep nam in 1986 deel aan de Tweede Kamerverkiezingen onder de naam Centrum Democraten.